# Al-Hammam (Aleppo)
Al-Hammam (arab. الحمام) – wieś w Syrii, w muhafazie Aleppo, w dystrykcie Afrin. W 2004 roku liczyła 848 mieszkańców.